# Glacidorbis occidentalis
Glacidorbis occidentalis е вид коремоного от семейство Glacidorbidae. Видът е световно застрашен, със статут Уязвим.

## Разпространение
Разпространен е в Австралия.